# Янштадион
Янштадион (нем. Jahnstadion) — бывший футбольный стадион, находившийся в городе Регенсбург (Германия). Вмещал 12 500 зрителей. Являлся домашней ареной футбольного клуба «Ян». Был задействован во время Летних Олимпийских игр 1972 года. Снесён в 2017 году.

## История
19 сентября 1926 года Спортивный союз Яна арендовал участок на окраине города, чтобы сформировать там основное игровое поле и несколько тренировочных площадок. Ян-Платц стал новым домом для футбольной команды Регенсбурга. По мере того, как всё больше и больше зрителей посещало стадион, была построена трибуна Яна в 1931 году. В то время это была одна из самых современных футбольных трибун в Германии. В 1949 году стадион впервые расширили и отремонтировали, а вокруг поля впервые построили ярусы со стоячими местами. Также возникла «башня» — аналоговое табло с часами.
Самый успешный период «Янштадиона» пришёлся на 1950-е годы, когда на нём собиралось в среднем 17 000 зрителей. Абсолютный рекорд посещаемости был установлен в феврале 1950 года: на домашнюю игру Оберлиги против «Гройтер Фюрта» пришло 30 000 зрителей. Однако в последующий период популярность «Яна» начинала падать, пока клуб наконец не был вынужден продать стадион городу за 1,5 миллиона немецких марок в 1975 году.
В 1972 году здесь состоялось шесть матчей футбольного турнира во время Летних Олимпийских игр.
В 1987 году стадион был полностью отремонтирован из-за нехватки средств на новое сооружение и была построена система прожекторов. В 1990-х годах недвижимость стадиона неоднократно становилась объектом интереса потенциальных покупателей, которые хотели сохранить её в залог — в основном из-за близости к историческому центру Регенсбурга. Однако после того, как в 1999 году на Прюфингер-штрассе вернулись спортивные достижения, существование стадиона вопросов не вызывало. После того, как «Ян Регенсбург» вышел во Вторую Бундеслигу в 2003 году, вместимость была увеличена за счёт дополнительной трибуны рядом с основной. Перед основной трибуной также были построены две небольшие стальные трубчатые, но после скорого вылета клуба они были убраны.
«Янштадион» снова попал в заголовки газет в июле 2008 года, когда заключение Немецкого футбольного союза подтвердило, что стадион имеет ряд недостатков с точки зрения комфорта и безопасности. Чтобы повысить его до уровня третьего дивизиона, городской совет должен был утвердить выделение средств в размере 475 000 евро. В ходе работ по благоустройству были заново отстроены трибуны, а на главной были установлены красные ковшеобразные сиденья. До этого зрители всё ещё сидели на простых деревянных скамейках. Кроме того были обновлены входная зона и система видеонаблюдения.
После третьего выхода местного клуба во Вторую Бундеслигу стадион пришлось снова модернизировать, чтобы он соответствовал требованиям лиги. Вместимость 15 000 зрителей, включая 3 000 сидячих мест, должна была быть обеспечена согласно требованиям. Ранее из соображений безопасности вместимость стадиона была ограничена 10 724 зрителями (вместо теоретически возможных 11 800), включая 2000 сидячих мест. К началу сезона на дополнительной трибуне со стороны поворота на Прюфингер-штрассе были созданы дополнительные сидячие места, но это только увеличило вместимость стадиона до 12 500 зрителей. «Ян» получил разрешение от лиги в виде исключения, поскольку 15 000 зрительских мест на стадионе в центре жилого района были технически невозможны, и уже было объявлено о строительстве новой арены. Помимо расширения стадиона, необходимо было установить подогрев газона, расширить пресс-ложу, выполнить все требования безопасности. Затраты разделили на двоих город и клуб.
23 мая 2015 года на старом «Янштадионе» состоялась последняя игра чемпионата, в которой «Ян Регенсбург» уверенно обыграл кёльнскую «Фортуну» со счётом 4:0. Снос обветшавшего сооружения начался 20 февраля 2017 года. Работы были завершены примерно через три месяца. На месте старого стадиона было построено новое жильё и начальная школа Kreuzschule im alten Stadion.